# Helene Horneman
Helena Wilhelmina Sophia (Helene) Horneman (Gouda, 16 juli 1892 – Borger, januari 1973) was een Nederlands operasopraan.
Ze was dochter van Joseph Horneman en Pieternella Theodora Maria Jansen. In 1918 trouwde ze met dirigent Albert van Raalte met wie ze een zoon kreeg, de medicus Carol van Raalte.
Ze kreeg haar opleiding van Jacobus Hendrikus Bastiaan Spaanderman sr. (1864-1943) (vader van Jaap Spaanderman) in haar geboorteplaats en van Dora de Louw in Amsterdam.
In de vaderlandse pers dook haar naam voor het eerst op in 1913 bij een uitvoering van Cavalleria Rusticana in het Rembrandt-Theater in Amsterdam. Na een korte periode in Duitsland te hebben gezongen (Elberfelder Opera) keerde ze terug en sloot zich aan bij de Nederlandse Opera. Ze zou een aantal jaren deel uitmaken van de opvolgers van die stichting. 
Eduard Reeser noemde haar in zijn geschrift Kroniek van het Nederlandsche muziekleven uit 1938 in een adem met Jacques Urlus en Liesbeth Poolman-Meissner en Paul Pul.
De bevalling van haar zoon in 1921 betekende het eind van haar zangersloopbaan.